# Poeta i świat
Poeta i świat – powieść obyczajowa Józefa Ignacego Kraszewskiego, opublikowana w 1839 r. 
Powieść opowiada o losach Gustawa (imię znaczące, nawiązuje do Dziadów Adama Mickiewicza i dyskusji wokół romantyzmu), niezamożnego poety i starciu jego artystycznej wrażliwości z prozą życia. 
Polscy recenzenci i krytycy przyjęli powieść Kraszewskiego z mieszanymi odczuciami. W komentarzach zwracano uwagę na niejednoznaczną wymowę utworu, padały pytania, czy pisarz dokonuje tu apoteozy egzaltowanego, romantycznego twórcy, okaleczonego przez brutalną, cyniczną rzeczywistość, czy też przedstawia karykaturalną postać narcystycznego, bezpłodnego artysty. Efektem tych kontrowersji były podejmowane przez wydawców próby ujednoznacznienia wymowy utworu w kierunku satyry, poprzez usuwanie epilogu oraz mott (cytatów z twórczości Jana Kochanowskiego), otwierających rozdziały książki.
Wkrótce po wydaniu została przetłumaczona na francuski, niemiecki, rosyjski i czeski.